# Cuesta Colorada
Cuesta Colorada es una localidad de México, localizada en el municipio de Jacala de Ledezma en el estado de Hidalgo.

## Geografía
Se encuentra en la región geográfica de la Sierra Gorda; a la localidad le corresponden las coordenadas geográficas 21° 01’ 33.601” de latitud norte y 99° 07’ 01.817” de longitud oeste, con una altitud de 1620 m s. n. m. Cuenta con un clima templado subhúmedo con lluvias en verano, de menor humedad.
En cuanto a fisiografía se encuentra en la provincia de la Sierra Madre Oriental, dentro de la subprovincia del Carso Huasteco; su terreno es de sierra. En lo que respecta a la hidrografía se encuentra posicionado en la región del Pánuco, dentro de la cuenca el río Moctezuma, y en la subcuenca del río Amajac. Cuenta con diversos mantos acuíferos subterráneos que dan vida a los nacimientos de agua de la superficie; éstos se ven favorecidos por el periodo de lluvias.
A sus alrededores de la comunidad se encuentran , fresnos, sauz, añil, nogal, higuerón, que destila una sustancia lechosa usada para las quemaduras, también  encontramos una gran cantidad de árboles, como encino chaparro, ocote, enebro, encino, cedro, palo gateado, palo mulato,
tepeguaje, palma, chamal, mango, nuez, cacahuate, limón y una gran variedad de especies medicinales entre las que destacan el zapote blanco (tensión arterial) el catedé (diabetes) palo chilillo (lepra) yerba del cáncer; pechtó (aparato digestivo) valeriana y muchas más.
La fauna está compuesta de zorra de cola gris, coyotes, venado de cola blanca, guajolotes salvajes, pato, cuervos, zopilotes, halcón de ala roja, cenzontle, cardenal, primavera, dominico, clarín, tlacuache, hurón, víbora de cascabel, maguaquite, conejo gris, ardilla arbórea. Y en las propiedades familiares se encuentran vacas, caballos,  burros, perros, gallinas guajolotes, patos, conejos, gatos, gansos y abejas, etc. La ganadería predominante es de vacunos, principalmente el “criollo” descendientes del que introdujeron los españoles en la época colonial.

## Demografía
En 2020 registró una población de 627 personas, lo que corresponde al 5.10 % de la población municipal. De los cuales 319 son hombres y 334 son mujeres.
| Gráfica de evolución demográfica de Cuesta Colorada entre 1900 y 2020 |
|                                                                       |
| Población registrada por los censos y conteos del INEGI.              |